# Хален, Георгес ван
Жорж ван Хален (нидерл. Georges Van Haelen; родился 9 ноября 1899 — дата смерти неизвестна) — бельгийский боксёр, участник летних Олимпийских игр 1924 года. На Играх выступал в среднем весе, автоматически прошёл во второй раунд, где 17 июля уступил по очкам французскому боксёру Даниэлю Дане. В итоговом зачёте он разделил 9—17 место, второй участник от Бельгии в этой весовой категории Жозеф Жюль Беккен завоевал бронзовую медаль, в четвертьфинале победив того же Даниэля Дане.